# ميغل أنخل كويلو
ميغل أنخل كويلو (بالإسبانية: Miguel Ángel Cuello)‏ (27 فبراير 1946 – 14 سبتمبر 1999) هو ملاكم أرجنتيني راحل، مثّل بلاده في الألعاب الأولمبية الصيفية 1972.

## روابط خارجية
ميغل أنخل كويلو على موقع بوكس ريك (الإنجليزية) (registration required)
- ميغل أنخل كويلو على موقع أوليمبيديا (الإنجليزية)